# Бахрейн
Кралство Бахрейн (на арабски: مملكة البحرين) е малка островна държава, разположена в близост до западния бряг на Персийския залив. Територията ѝ представлява архипелаг, като най-големият остров е Ел Бахрейн (55 km дължина и 18 km широчина), както и 32 други по-малки острова. Саудитска Арабия се намира на запад и е свързана с Бахрейн чрез мост, построен от крал Фахд. Иран се намира на 200 km северно от Бахрейн, от другия край на Персийския залив. Полуостров Катар е на югоизток от залива на Бахрейн. Планираният мост между Катар и Бахрейн ще свързва двете държави и ще се превърне в най-дългия морски мост. Населението през 2010 г. възлиза на 1 234 571, включително 666 172 чужди граждани.
Смята се, че Бахрейн е на място на древната земя на цивилизацията на дилмундите. Бахрейн бил създаден под ръководството на успелите персийски империи: Партите и Сасанидите. Бахрейн е една от първите области, които приемат исляма през 628 сл. Хр. След успешен период на арабско управление, страната е окупирана от португалците през 1521 г. Те са прогонени през 1602 г. от шах Абас I от Сефевидската династия. През 1783 г. племето бани утба завзема Бахрейн от персите и управлението се поема от кралското семейство Ал Халифа, с Ахмед Ал Фатех като първи хаким (съдия) на Бахрейн. В края на 1800 г., след поредица успешни договори с британците, Бахрейн става протекторат на Обединеното кралство. След оттеглянето на британците от региона в края на 1960 г., Бахрейн обявява независимостта си през 1971 г. Бахрейн е обявен за царство през 2002 г. От началото на 2011 г. страната преживява многобройни протести и безредици, вдъхновени от Арабската пролет, особено сред преобладаващата част от населението – шиитите.
Бахрейн днес има висок индекс на човешко развитие (48-и в света) и Световната банка го определя като държава с висок икономически доход. Бахрейн е член на Организацията на обединените нации, Световната търговска организация, на Арабската лига, Движението на необвързаните държави, Организацията на ислямската конференция, както и член-основател на Съвета за сътрудничество на арабските държави от Персийския залив. Бахрейн е определен като основен съюзник извън НАТО от администрацията на Джордж У. Буш през 2001 г.

## История

### Предислямски период
Населена по време на древните времена. Бахрейн окупира стратегически места на Персийския залив. Тя е най-доброто пристанище, намиращо се между Тигър, река Ефрат и Оман, източник на мед през древните времена. Бахрейн е асоциирана с цивилизацията Дилмун, през бронзовата ера Бахрейн е търговски център, свързващ Месопотамия и долината Инд. По-късно е завладяна от асирийците и вавилонците.
От VI до III век пр. Хр. Бахрейн е присъединен към Персийската империя от династия на Ахеменидите.

### Изгряване на Бани Утба
През 1783 г. Насър Ал-Махкур, владетел на Бахрейн и Бушир, губи островите на Бахрейн от племето Бани Утба. Бахрейн не е непозната територия за племето Бани Утба, те са живели по тези територии още през XVII век.

### Стъпване на Ал Халифа
Семейството Ал Халифа се мести в Бахрейн през 1797 г. Първоначално те са живели в Ум Касър, където плячкосват кервани в Басра и пиратски кораби в Шат ал Араб, докато турците не ги прогонват в Кувейт, където остават до 1766 г. През 1820 г. фамилията Ал Халифа е призната от Великобритания. Въпреки това, след десет години те са принудени да плащат годишен данък на Египет.
През 1860 г. Великобритания се опитва да завладее Бахрейн. Владетелят Ал Халифа изпраща писма до персийците и Отоманската империя за защита на Бахрейн от британската инвазия. В крайна сметка Великобритания побеждава Бахрейн и полковник Пели подписва договор с Ал Халифа, вследствие на което Бахрейн попада под британско управление и защита.
След войната между Катар и Бахрейн през 1868 г. британските представители подписват друго споразумение с Ал Халифа. В договора се уточнява, че владетелят не може да се разпорежда с всеки на своя територия, с изключение на Обединеното кралство, и не може да влиза в отношения с чуждестранно правителство без британско съгласие. В замяна на това Британската империя обещава да защитава Бахрейн от цялата агресия, идваща от морето и да оказва подкрепа в случай на земна атака. По-важното е, че британската империя обещава да подкрепи управлението на Ал Халифа в Бахрейн. Пълното господство на Великобритания над Бахрейн дава наченки за бунтове у народа на Бахрейн срещу империята. Първият бунт и широко въстание се състоят през март 1895 г. срещу шейх Иса бин Али, след това началник на Бахрейн.

### Реформи в началото на XX век
През 1911 г. група търговци от Бахрейн искат ограничения за британското влияние в страната, впоследствие те биват арестувани и изпратени в индийски затвор. През 1923 г. британската империя заменя шейх Иса бин Али със сина му. Три години по-късно британците поставят страната под върховенството на Чарлз Белгрейв, който работи като съветник на владетеля до 1957 г. Съветите на Белгрейв водят до редица реформи, като например създаването на първото модерно училище в страната през 1919 г., първото училище за момичета в Персийския залив и премахване на робството.

### Откриване на нефт, Втора световна война
Бахрейн участва във Втората световна война на страната на съюзниците, присъединявайки се на 10 септември 1939 г. На 19 октомври 1940 г. четири италиански бомбардировача SM.82s бомбардират Бахрейн и петролните находища в Дахран (Саудитска Арабия), вследствие на тази атака съюзниците решават да разположат войски, които да защитават Бахрейн в случай на следваща атака.

### След Втората световна война
След Втората световна война антибританските настроения се увеличават и разпространяват бързо из арабския свят, което води до безредици в Бахрейн. През 1948 г., след нарастващите военни действия и грабежи, повечето членове на еврейската общност в Бахрейн изоставят имотите си и са евакуирани в Бомбай, по-късно се установяват в Израел и Обединеното кралство. През 2008 г. кралят на Бахрейн призова бахрейнските евреи в чужбина, САЩ и Великобритания да се завърнат в страната срещу предложена компенсация и гражданство.
През ноември 1957 г. иранският парламент приема закон, чрез който се декларира Бахрейн да бъде 14-а провинция на Иран, с две празни места, разпределени за своите представители. Това действие причинява множество проблеми за Иран в международни отношения, особено с ООН, Великобритания, Саудитска Арабия, както и редица арабски страни. През 1965 г. Великобритания започва диалог с Иран за определяне на техните граници в Персийския залив.

### Независимост
На 15 август 1971 г. Бахрейн обявява независимостта си и подписва нов договор за приятелство с Великобритания. Бахрейн се присъединява към ООН и Арабската лига по-късно през годината. През 1981 г. бахрейнски шиити фундаменталисти организират неуспешен опит за преврат. Народно въстание се води между 1994 г. и 2000 г., в която леви, либерали и ислямисти обединяват сили. Хамад бин Иса ал Халифа става емир на Бахрейн през 1999 г. На референдума на 14 февруари масово е гласувано за демократични избори. За първи път се дава глас на жени.
Над 100 000 протестиращи участват в демократичен марш на 22 февруари 2011 г. Страната участва във военни действия срещу талибаните през октомври 2001 г. чрез прилагане на фрегата в Арабско море за спасителни и хуманитарни операции. В резултат на това през ноември същата година, администрацията на САЩ президентът Джордж Уокър Буш е определя Бахрейн като „основен съюзник извън НАТО“. След политическата либерализация на страната, Бахрейн договаря споразумение за свободна търговия със САЩ през 2004 г.

## География
Като цяло Бахрейн е равен и сух архипелаг в Персийския залив, на изток от Саудитска Арабия. Той се състои от ниска равнина пустиня, нараства леко до ниско централният склон, с най-висока точка 134 m („Планината на пушека“). Бахрейн има обща площ от 750 km², но поради мелиорациите площта се увеличава до 767 km², което е малко повече от остров Ман.
Често описван като архипелаг от 33 острова, обширни проекти за мелиорации променили това. До август 2008 г. броят на островите и островните групи са се увеличили до 84. Бахрейн не споделят сухопътната граница с друга страна, но има 161 km крайбрежие. Страната също така притежава 22 km от териториалното море и на 44 km прилежащата зона. Големите острови на Бахрейн са Бахрейн, Мухарая, Уман Насан и Ситрах. Бахрейн има мека зима и много горещо, влажно лято. Природните ресурси на страната включват големи количества нефт и природен газ, както и риболов в офшорни води. Обработваемата земя представлява само 2,82% от общата площ.
92% от Бахрейн е пустиня с периодични засушавания и прашни бури, основните природни опасности за бахрейнците. Екологичните проблеми, пред които са изправени жителите на Бахрейн, включват опустиняването в резултат от влошаване на ограничена обработваема земя, рушенето на бреговете (увреждане на бреговата линия, коралови рифове и морската растителност) в резултат на нефтени разливи и други, петролни рафинерии, разпределителни станции, както и незаконни мелиорации на места като Тубли Бей.
Свръхизползването на водоносния хоризонт Дамам, главния водоносен хоризонт в Бахрейн, е довело до неговото засоляване от прилежащите бракични и солени водни маси. Хидрохимическите проучвания определят местоположението на източниците засоляване на водоносния хоризонт и определят техните сфери на влияние. Разследване показва, че качеството на водата във водоносния хоризонт е значително изменено, както подземните потоци от северозападните части на Бахрейн, където водоносният хоризонт получава водата си, от страничен долен слой от Източна Саудитска Арабия, до южните и югоизточни части. Четири алтернативи за управление на качеството на подземните води, които са на разположение на водните власти в Бахрейн, се обсъждат и техните приоритетни области са предложени, в зависимост от вида и степента на засоляване на всеки източник.
Климатът на Бахрейн е сух тропичен, валежите са много малко. Температурите през лятото достигат 40 °C, а често надхвърлят и 48 °C.
Зимите са меки, с температури, вариращи от 10 до 20 °C. Средната годишна сума на валежите е около 70 mm.
Населението на Бахрейн е арабско-мюсюлманско, обитаваща северната плодородна част на острова. Общо в Бахрейн живеят около 651 000 души.

## Политика
Бахрейн е конституционна монархия начело с крал, шейх Хамад бин Иса ал Халифа. Той се радва на много права на изпълнителната власт, които включват назначаването на министър-председателя и министрите му, командващ армията, да бъде председател на Висшия съдебен съвет, назначаване на горната половина на парламента и подбор на избраната долната половина.
Ръководителят на правителството е неизбираемият министър-председател, шейх Халифа бин Салман ал Халифа, чичото на сегашния крал, който е служил в тази позиция от 1971 г., което го прави министър-председателят с най-дълъг стаж в света. През 2010 г. около половината от правителството е съставено от семейството на Ал Халифа.
Бахрейн има двукамарно Народно събрание, състоящо се от Съвета Шура (Меджлис Ал Шура) с 40 места и Съвета на представителите (Меджлис Ал Нуваб) с 40 места. 40-те членове на Шура се назначават от краля. В Съвета на представителите 40 членове се избират с абсолютно мнозинство в еднолични избирателни райони, да служат 4-годишен мандат. Назначеният съвет упражнява „де факто“ вето върху избраните, защото проектите за актове трябва да бъдат одобрени от него, за да станат закон. След това кралят може да ратифицира и да издаде акт или да го върнете в срок от шест месеца до Народното събрание, където той може да премине в закон, ако са одобрени от две трети от двата съвета.
През 1973 г. в страната се провеждат първите парламентарни избори, но въпреки това, две години по-късно късният емир разпуснал парламента и премахнал конституцията, след като отхвърлил закона Държавна сигурност. В периода между 2002 г. и 2010 г. е имало три парламентарни избори. Първият, който се провел през 2002 г. бил бойкотиран от опозицията, Ал Вефая, която спечелила мнозинството, през 2006 г. и трети през 2010 година. В 2011 г. изборите се провели с цел да заменят мястото на 18 членове на Ал Вефая, които подали оставка в знак на протест срещу правителството на репресиите.
С отварянето на политиката видели големи печалби за шиити и сунити ислямисти в избори, които им дали парламентарна платформа, за да преследват своите политики. То дало нова значимост на духовници в рамките на политическата система, като най-висш религиозен водач Шиа шейх Иса Касим, играел важна роля. Това било особено очевидно, когато през 2005 г. правителството отменило клонът на Шиа, след като над 100 хиляди шиити излезли на улиците. Ислямистите се противопостави на закона, тъй като „нито избрани депутати, нито правителството има властта да промени закона, защото тези институции биха могли да тълкува погрешно словото Божие“. Законът бил подкрепен от жените активисти. Те успели да организират митинг, на който присъствали 500 участници. Гада Джамшер, водеща активистка казала, че правителството е използвало закона като „инструмент за договаряне с опозиционните ислямски групи“.
Анализаторите на демократизация в Близкия изток цитират позовавания на ислямистите да бъдат уважавани правата на човека, в тяхната обосновка за тези програми, като доказателство, че тези групи може да служат като прогресивна сила в региона. Някои от ислямистките партии били особено критични към правителствената готовност да подписва международни споразумения, като Международната конвенция на ООН за граждански и политически права. На извънредна сесия на парламента през юни 2006 г., за да обсъдят ратификацията на Конвенцията, Шейх Адел Моувда, бившият лидер на Салафистката страна, Асалах, обяснил възраженията на партията: „Конвенцията била създадена от враговете ни, Бог да ги убие всички, за да служат нуждите си и да защитават своите интереси, а не нашите. Така, защо имаме очи от американското посолство, по време на нашите сесии, за да се гарантира, че неща се люлеят по техния път“.

## Икономика
Според доклад от януари 2006 г. от Икономическата и социална комисия за Западна Азия, Бахрейн е най-бързо развиващата се икономика в арабския свят. Бахрейн има най-свободната икономика в Близкия изток и е дванадесетата най-свободна и в целия свят, въз основа на индекса на икономическата свобода от 2011, публикувана от The Heritage Foundation и The Wall Street Journal.
Икономическите условия се колебаели с променящата се цена на петрола от 1985 г., например, следвайки кризата в Персийския залив през 1990-91. С високо развитите си съоръжения за комуникация и транспорт, Бахрейн е дом на редица мултинационални фирми и строителни индустриални проекти. Голяма част от износа се състои от петролни продукти, направени от внос на суров петрол, което съставлявало 51% от внасяния в страната през 2007 г. Бахрейн е силно зависима от вноса на храни за изхранването на нарастващото население. Тя разчита основно на вноса на месо от Австралия и също внася 75% от плодовете за консумация. Тъй като само 2,9% от земята в страната е обработваема, селското стопанство допринася за 0,5% от БВП на Бахрейн.
През 2004 г. Бахрейн подписва със САЩ Споразумение за свободна търговия, което ще доведе до намаляване на някои търговски бариери между двете страни. Благодарение на комбинацията от световната финансова криза и протестите, темпът на растеж намалял до 2,2%, което било най-ниският темп на растеж от 1994 г.
Безработицата, особено сред младите хора и изчерпването на петрола, така и подземните водни ресурси са основни дългосрочни икономически проблеми. През 2008 г. безработицата била 4%, с 85% жени, които не са включени в общата сума. През 2007 г. Бахрейн станала първата арабска страна да въведе обезщетения за безработица, като част от поредица от реформи на трудовия министър, д-р Маджед Ал Алауи.
Бахрейн е първата държава в Персийския залив, започнала добив на нефт за търговия, но днес националните нефтени запаси са силно намалели и е възможно в близките 10 – 20 години, да се изчерпят напълно. Благодарение на направените в миналото инвестиции бързо се развиват цветната металургия (алуминиева), и химическата промишленост. Най-бързо се развиват обслужващите отрасли – застрахователното и банковото дело, в които работят повечето от високообразованите бахрейнци.
Мнозина се занимават с риболов, лов на бисери, животновъдство и отглеждане на тропични плодове в оазиси – фурми, нарове, смокини и др.

## Административно деление
Бахрейн е разделена на 5 провинции (губернатории). Това са:
| Провинция              | Карта |
| ---------------------- | ----- |
| 1. Столична провинция  |       |
| 2. Централна провинция |       |
| 3. Ал Мухарак          |       |
| 4. Северна провинция   |       |
| 5. Южна провинция      |       |